# Jan Nepomuk Škroup
Jan Nepomuk Škroup (Osice, 15 de setembre de 1811 - Praga, 5 de maig de 1892) fou director d'orquestra i compositor txec. Era germà del també gran compositor František Škroup.
Fou director de cor de l'església de la Creu de Praga i del de la Catedral, segon director d'orquestra del teatre i professor del Seminari teològic.
Va compondre moltes òperes, música d'església, etc., i publicà: Manuale pro sacris functionis (1858), i Música sacra pro populo.